# Namenlos (Film)
Namenlos ist ein österreichisches Stummfilmdrama aus dem Jahre 1923 von Michael Kertesz mit Michael Varkonyi und Mary Kid in den Hauptrollen. Der Geschichte liegt der Roman Der Kurpfuscher von Emmerich Földes zugrunde.

## Handlung
Jean Möller und Paul Holston sind zwei wissenschaftlich arbeitende Mediziner und darüber hinaus auch noch eng miteinander befreundet. Eines Tages erkrankt Paul schwer an Tuberkulose. Jean will ihm unbedingt helfen und verkauft daher alles, was er auf die Schnelle zu Geld machen kann, damit sein Freund einen dringend benötigten Aufenthalt im sonnigen Süden antreten kann. Doch all das reicht noch nicht aus. Als er bei dem Ankäufer seiner wertvollen Habe ein Bündel Geldscheine im offenen Safe ausmacht, greift er wie in Trance zu und verschwindet mit der Beute. Paul gegenüber erklärt Jean, er habe sein Stipendium zu Geld gemacht. Natürlich kommt man Jean recht bald auf die Spur, verhaftet ihn, und er muss ins Gefängnis. Währenddessen gelingt Paul noch mit letzter Kraft die Promotion, dann stirbt dieser.
Derweil weiß Jean hinter Gittern sein medizinisches Wissen nutzbringend anzuwenden. Als er wieder auf freien Fuß gesetzt wird, besucht er Mutter Holston und des toten Pauls Schwester Dorothy, die beide seit dem Ableben des geliebten Verwandten in ziemlichem Elend leben. Mit deren Einwilligung eignet sich Jean Pauls noch zu Lebzeiten erlangtes Diplom an und wandert in die Ferne aus, um, nunmehr namenlos, den Beruf eines Arztes auszuüben. Dort macht er Karriere, erwirbt einen Professorentitel und trägt zur Heilung zahlreicher Patienten bei. Doch eines Tages fliegt der Schwindel, dank der Mithilfe eines neidischen Kollegen, auf. Jean wird als verurteilter Dieb und medizinischer Hochstapler entlarvt und darf nicht einmal die bereits begonnene Operation an einer mütterlichen Freundin zu Ende bringen, die daraufhin stirbt. In einer flammenden Rede vor Gericht erreicht Jean Möller schließlich seinen Freispruch. Und er kann endlich Dorothy Holston, die nun nicht mehr als seine Schwester gilt, heiraten.

## Produktionsnotizen
Namenlos, oft auch mit dem Untertitel Der Scharlatan versehen, passierte die Filmzensur am 1. Dezember 1923 und wurde am 28. Dezember desselben Jahres in Wien uraufgeführt. Der Sechsakter war in etwa 2600 Meter lang.
Julius von Borsody und Artur Berger schufen die Filmbauten. Arthur Gottlein diente Regisseur Kertesz als Regieassistent und übernahm eine Nebenrolle.

## Kritiken
Das Kino-Journal urteilte nach einer längeren Betrachtung: „Ein mächtiger Stoff in wirkungsvoller Art ausgearbeitet., ein in seinen Stimmungsbildern ausgeprägtes Innenerleben, voll dramatischer Steigerung. Der äußerst sympathische Michael Varkony gestaltet seine Rolle zu einem künstlerischen Erlebnis, arbeitet jedes charakteristische Detail fein heraus, ohne in Mätzchen oder Uebertreibungen zu verfallen. “
Auch die Wiener Morgenzeitung zeigte sich begeistert: „Hier ist einmal ein wahres Kammerspiel des Films entstanden, ein Filmwerk, das durch seine glänzenden schauspielerischen Leistungen und die geniale Kunst des Regisseurs die höchsten Erwartungen erfüllt.“
Das Neue Wiener Journal meinte, Regisseur Kertesz habe „in der Inszenierung dieses spannenden Sujets ein wahres Kammerspiel-Filmwerk geschaffen.“
Wiens Der Tag lobte zwar die optische Aufmachung („die Aufnahmen sind prächtig und klar, die Szenenbilder mit Sorgfalt und Geschmack gewählt“), äußerte sich aber mehr als nur kritisch über das Drehbuch, dessen Verfasser man nicht einmal nennen wollte: „Es ist alles da: auch das Tempo, die Spannung – mit einem Wort: der Regisseur, der sein geistiges, der Photograph der sein Handwerk versteht … Aber wo in aller Welt nimmt die „Sascha“ ihre Drehbücher her? (…) Dieses hier ist voll namenloser Unlogik. Wollte man sie schildern, man müßte das Buch vom Anfang zum Ende durchgehen.“
Das Neue 8 Uhr-Blatt befand, dass Regisseur „Michael Kertesz wieder sehr künstlerisch und dabei sehr kinomäßig schlagkräftig inszeniert hat. Besonders hervorzuheben ist die photographische Ausführung (Gustav Ucicky), die bei Sascha fast vorbildlich scharf und plastisch ist.“